# مرغ جنگلی
مرغ جنگلی (نام علمی: Gallus) نام یک سرده از زیرخانواده قرقاولیان است.

## گونه‌ها
- مرغ جنگلی سرخ, Gallus gallus
- مرغ جنگلی سریلانکا, Gallus lafayettii
- مرغ جنگلی خاکستری, Gallus sonneratii
- مرغ جنگلی سبز, Gallus varius